# Franz Paul de Lisola

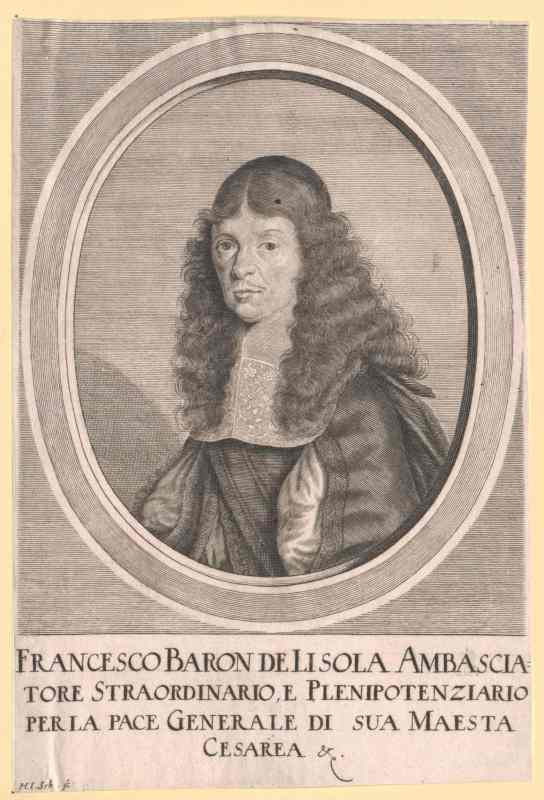
Miedzioryt Johanna Jakoba Schollenberger’a (?), Norymberga ok. 1670

Franz Paul de Lisola, Franz Paul, freiherr von Lisola (ur. 22 sierpnia 1613 w Salins-les-Bains, zm. 19 grudnia 1674 w Wiedniu) – dyplomata w służbie Habsburgów austriackich (1640 – 1674) oraz publicysta. Pochodził z osiadłej w należącym w tym czasie do Hiszpanii Franche-Comté rodzinie pochodzenia włoskiego.

## Życiorys
Jego ojciec, Jérôme Lisola, zapewnił rodzinie (żonie Suzanne Lisola i siedmiorgu potomstwa) poprzez udane inwestycje w kopalnie soli, jak również kontakty z władzami hiszpańskimi podstawy materialne, dzięki którym przyszły dyplomata miał szansę uzyskać w 1633 tytuł doktora praw uniwersytetu w Dole, jak również zaistnieć w życiu publicznym poprzez mowę na pogrzebie infantki Izabeli, za którą został wyróżniony. W roku 1638 zaangażował się w konflikt polityczny w Besançon, skutkiem czego znalazł się w Wiedniu, wysłany do cesarza celem przedstawienia postulatów opozycji (samo miasto pomimo przynależności do hiszpańskiej prowincji miało prawo apelacji do cesarza). W Wiedniu – dzięki protekcji Maximiliana von Trauttmansdorff udało mu się dostać do służby cesarskiej i objąć w 1640 ważną misję w Anglii. Z pewnymi przerwami pozostawał na wyspach do 1645, mając możliwość bezpośredniej obserwacji wojny domowej w Anglii. Nawiązał wtedy kontakty z przebywającą w Londynie opozycją arystokratów francuskich, jak również z synami „króla zimowego”, Fryderyka V. Następnie uczestniczył w kilku mniej istotnych przedsięwzięciach dyplomacji austriackiej, jak na poły prywatna (prowadzona wraz z Hiszpanami i opozycją francuskich emigrantów) i wymierzona w kardynała Mazarina misja w Niderlandach Hiszpańskich, czy poselstwo do Rzeczypospolitej w trakcie bezkrólewia po Władysławie IV (1648). Również rola posła w trakcie rokowań w Münster była w tym czasie czysto pomocnicza, sprowadzała się ona jedynie do wspomagania Trauttmansdorffa.
Faktyczne znaczenie i sukcesy dyplomatyczne Lisola zdobył po 1655 dzięki serii misji w trakcie II wojny północnej. Jemu w znacznej mierze przypisać można sojusz polsko-austriacki z 27 maja 1657 czy kontrowersyjne w pewnym stopniu (uzyskanie podstaw suwerenności przez elektora Fryderyka Wilhelma w Prusach Książęcych) traktaty welawsko-bydgoskie (19 września i 6 listopada 1657), podczas których Lisola występował zarazem jako cesarski mediator, jak również główny poseł Jana Kazimierza. Uczestnik kongresu pokojowego w Oliwie w 1660. Skutkiem kunktatorstwa ograniczającego inicjatywę posła gabinetu wiedeńskiego stosunki polsko-austriackie, jak również stosunki Wielkiego Elektora z Austrią uległy pogorszeniu, co w konsekwencji doprowadziło do niekorzystnego dla strony austriackiej pokoju w Oliwie (3 maja 1660), zapośredniczonego przez dyplomację kardynała Mazarina i jego posła Antoniego de Lumbres. W roku 1659 w uznaniu zasług dla sprawy cesarza (mimo częstych konfliktów Lisoli z Wiedniem, kończących się nawet naganą dla posła, jak w grudniu 1657 r.) Lisoli nadany został tytuł barona.
Do roku 1662 poseł przebywał w Rzeczypospolitej zwalczając profrancuską politykę króla i Ludwiki Marii, ukierunkowaną na osadzenie na tronie polskim kandydata francuskiego. Doprowadziło to do ostrego konfliktu pary królewskiej z posłem i jego dymisji. Lata 1662–1663 Lisola ponownie spędził na dworze elektora brandenburskiego, tym razem jednak w Berlinie (poprzednio, tj. w styczniu oraz w lipcu-wrześniu 1657 w Królewcu). Udało mu się wtedy pozyskać pomoc Fryderyka Wilhelma w wojnie z Portą. Niewyjaśniona natomiast pozostała sprawa utraconego przez Hohenzollernów w 1622 księstwa karniowskiego, które przez długie lata pozostawało sprawą sporną w stosunkach między Austrią i Brandenburgią.
W latach 1664–1666 Lisola znalazł się w Madrycie, co zaowocowało polepszeniem napiętych po 1648 stosunków między dwiema liniami Habsburgów. Główny cel posła stanowiło wtedy – jak i podczas całej właściwie kariery – powstrzymanie wzrostu znaczenia Francji, który potencjalnie doprowadzić mógł do uzyskania przez nią hegemonii w Europie. W grudniu 1666 Lisola ponownie trafił do Anglii, a w maju 1667 do Brukseli. Ostrzegał w tym czasie gabinet wiedeński o niebezpieczeństwie płynącym z aspiracji Ludwika XIV do Niderlandów Hiszpańskich, nie spotkało się to jednak z konkretnym działaniem ze strony cesarza i jego ministrów.
Na te lata przypada również początek intensywnej działalności publicystycznej, wymierzonej w „Króla Słońce”: Bouclier d’estat et de justice (1667), Denoument des Intrigues du temps (1672) czy też Sauce au Verjus (1674).
Pomimo zabiegów posła mających na celu przystąpienie Austrii do koalicji antyfrancuskiej cesarz Leopold pozostał neutralny względem rysującego się po wojnie dewolucyjnej kolejnego konfliktu na zachodzie Europy. Na stanowisko cesarza decydujący wpływ miała wtedy profrancuska polityka Lobkowitza, niezgodna z celami dyplomacji Lisoli, realizowanej zresztą bardzo indywidualnie.
Dopiero agresja Ludwika XIV na Holandię zmieniła stanowisko Leopolda I, dzięki czemu udało się Lisoli zawrzeć holendersko-austriacki traktat z 30 VIII 1673, zakładający wspólną walkę z Francją. W rok później z inicjatywy Lisoli porwany został przywódca antycesarskiej opozycji w Rzeszy Wilhelm Egon von Fürstenberg, dzięki czemu udało się zneutralizować w znacznym stopniu francuskie wpływy w cesarstwie.
Lisola zmarł 19 grudnia 1674, pochowano go w Schottenkirche w Wiedniu.
Żoną dyplomaty była córka muzyka z kapeli cesarskiej, Cecylia Lisola. Ich córka Elżbieta wydana została za mąż za barona von Sprang.

## Publicystyka
- Lisola Franz Paul von, Die Berichte des kaiserlichen Gesandten Franz von Lisola aus den Jahren 1655-1660, hrsgb. von A. F. Pribram, Archiv für österreichische Geschichte, Bd.70, Wien 1887.
- Le Bouclier d’estat et de justice, contre le dessein manifestement découvert de la Monarchie Universelle, sous le vain prétexte des prétentions de la reyne de France,1667.
- Le Politique du temps ou le conseil Fidelle sur les Mouvemens de la France. Tiré des événemens passez pour servir d’instruction à la Triple Ligue, Charleville, 1671.
- Traité politique sur les mouvemens présens de l’Angleterre, contre ses interests, et ses maximes fondamentales, Ville-Franche, 1671.
- Lettres et autres pièces curieuses sur les affaires du temps, Amsterdam en 1672.
- La Sauce au verjus, Strasbourg, 1674.
- La politique du temps, avec les remarques nécessaires... sur l’état présent de la chrétienté, La Haye, 1674.
- Requeste de Monsieur le baron de Lisola. Présentée à l’Empereur le 4. octobre 1674
- Détention de Guillaume, prince de Furstenberg, nécessaire pour maintenir l’autorité de l’Empereur, la tranquillité de l’Empire et pour procurer une paix juste, utile et nécessair, 1675.
- Entretiens sur les affaires du temps, Strasbourg, 1677.